# Witches

Witches (The Dunwich Horror) est un téléfilm américano-allemand réalisé par Leigh Scott en 2009.

## Synopsis
En Louisiane, Lavina, une mère célibataire de 35 ans accouche d'un petit garçon et d'un monstre dans la démoniaque Whateley House. Dix ans après, le docteur Henry Armitage et son assistant le professeur Fay Morgan découvrent que la page 751 de chaque exemplaire du Nécronomicon, ou Livre des morts, est manquante et que la confrérie noire a invoqué le gardien Yog Sothoth afin de laisser le portail ouvert aux démons et autres dieux. Ils invitent l'arrogant et sceptique professeur Walter Rice afin de pouvoir traduire le Nécronomicon afin d'arrêter les terribles événements qui ont commencé avec la naissance des jumeaux. Pendant ce temps, le fils de Lavina, Wilbur Whateley, vieillit très rapidement et recherche la page manquante afin d'ouvrir le portail.

## Fiche technique
- Titre original : The Dunwich Horror
- Titre français : Witches
- Titre DVD français : Necronomicon, le Livre de Satan
- Scénario : Leigh Scott, d'après L’abomination de Dunwich de H.P. Lovecraft
- Durée : 91 minutes
- Pays : USA, Allemagne

## Distribution
- Sarah Lieving : Professeur Fay Morgan
- Griff Furst : Professeur Walter Rice
- Dean Stockwell : Docteur Henry Armitage
- Jeffrey Combs : Wilbur
- Natacha Itzel : Caitlin
- Leigh Scott : Docteur Ashley
- Lauren Michele : Lavina
- Lacey Minchew : Amanda
- M. Steven Felty : Zecheria
- Collin Galyean : Tom / Narrateur
- Jeffrey Alan Pilars : Olas Wormius / Dolan Lao
- Richard D. Zeringue : Père Hoadley
- Shirly Brener : Madame Bowers
- Britney M. Hurst : Zumi
- Victoria Patenaude : Sage-femme
- Jesse Barksdale : Pap
- Marcus L. Brown : Père Endalade
- Joseph Diaz : Bryce
- Tony R. Lewis : Monsieur Bowers
- Ronnie Stutes : Docteur Houghton
- Walter F. Brown : Charles Ward
- Dale Pierrottie : Employé de la station-service
- Lauren Norfleet : Amelia
- Kent Gable : Al Nazared
- Kristen Quintrall : Voix de Caitlin Bowers
- Eliza Swenson, Laura Hill et Alexis Bourgeois : Voix
- Daniel Maldonado